# سرخالو
سُرخالو یا لیچی (به انگلیسی: Lychee) میوهٔ گیاهی است با نام علمی سرخالوی چینی (Litchi chinesis) متعلق به تیرهٔ ناترکیان (Sapindaceae) و راستهٔ ناترک‌سانان.
پوست آن سرخ و چرم‌مانند و تیغ‌تیغی و شبیه به توت فرنگی است؛ قسمت خوراکی آن سفید و شفاف و سفت و آبدار است و شکل آن از گرد و گاه بیضی و قطر آن از یک تا یک ونیم سانتیمتر متغیر است؛ شیرین و معطر و بومی جنوب چین و مناطق مجاور آن است.
از میان تولیدکنندگان این محصول در آسیای جنوب شرقی، شبه قارهٔ هند و آفریقای جنوبی، چین، تولیدکنندهٔ اصلی سرخالو است و پس از آن هند (۷۱ درصد محصول سالانهٔ هند در ایالت بهار تولید می‌شود) قرار دارد.

## خواص سرخالو
اگر این میوه را میل بفرمایید:
- مغذی و مقوی معده است و به هضم غذا کمک می‌کند،
- در موارد بزرگ شدن غده‌ها و تومورها تجویز می‌شود،
- برای معالجه گزش جانوران سمی مصرف می‌شود.[۲]

حال اگر میوه را همراه با دانه‌اش دم کنید و آب آن را بنوشید:
- سرفه را تسکین می‌دهد.
- برای کاهش قند خون مفید است.
- اختلالات عصبی و دردهای عصبی را برطرف می‌کند.[۲]

هستهٔ سرخالو هم خالی از فواید نیست و خواص هستهٔ این میوه عبارتند از:
- تشنگی را تسکین می‌دهد،
- خنک‌کننده و قابض است،
- مسکن درد است،
- برای معالجه آماس بیضه مفید است،
- آن را دم کنید و آبش را بنوشید. سرفه را تسکین می‌دهد.
- در موارد اختلالات عصبی و تسکین دردهای عصبی فتق تجویز می‌شود.[۲]

## نگارخانه

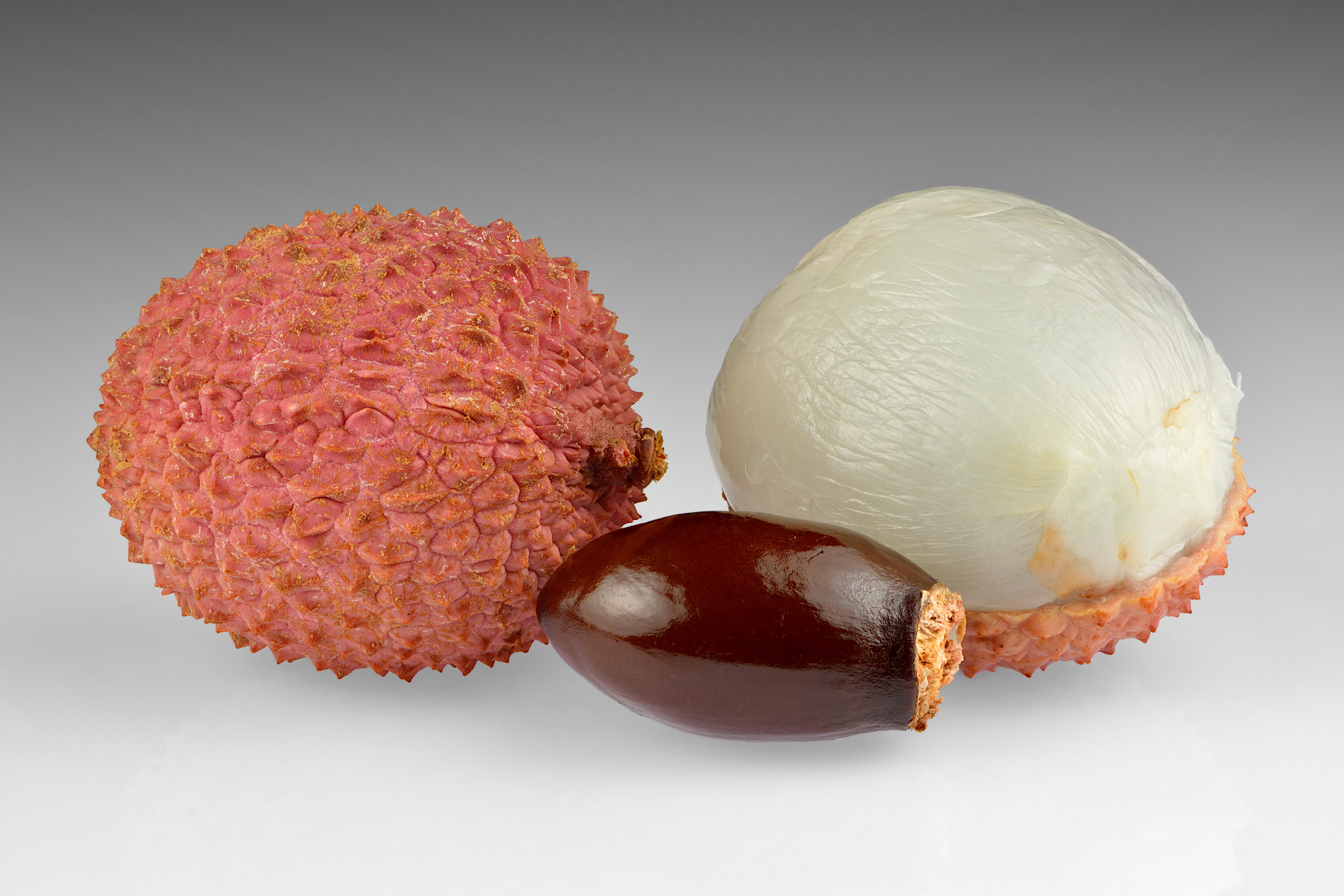
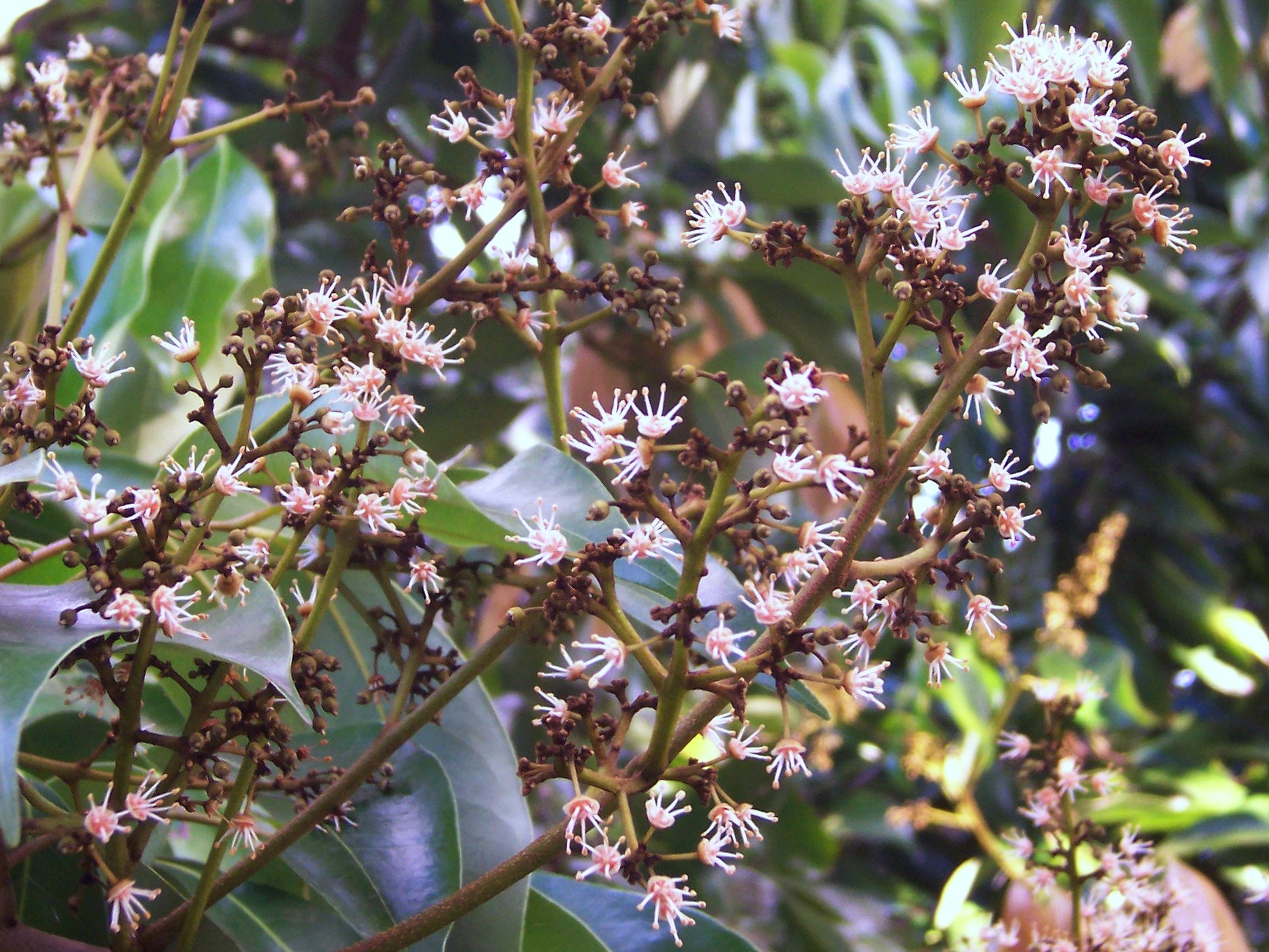
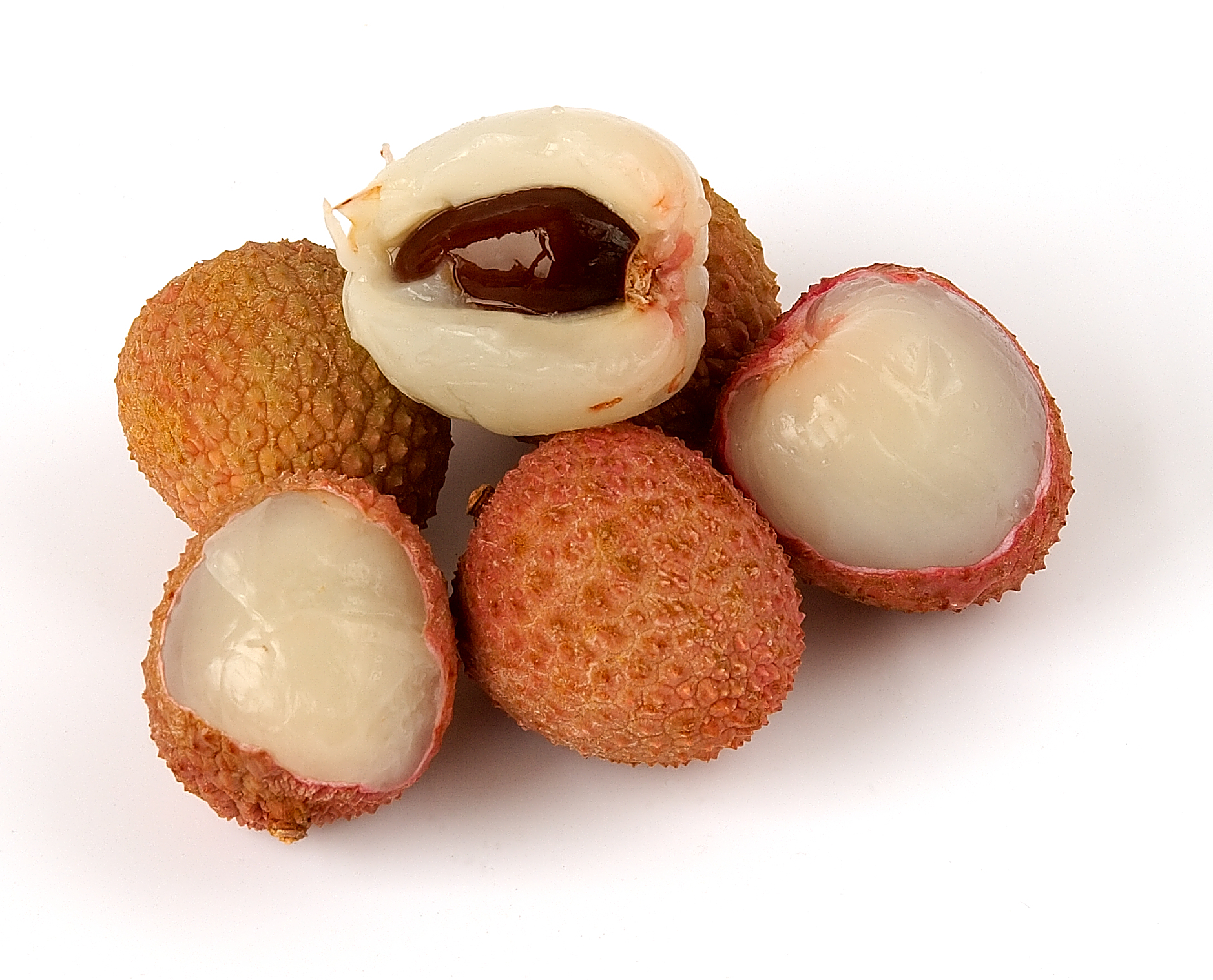
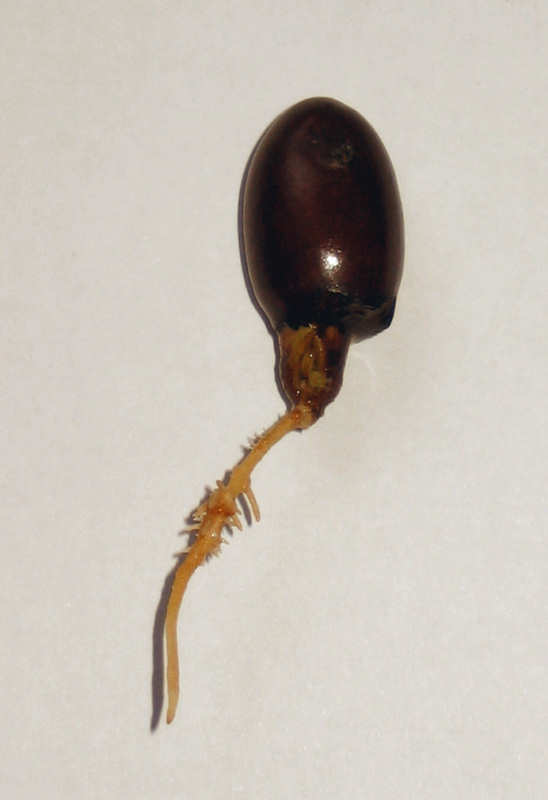
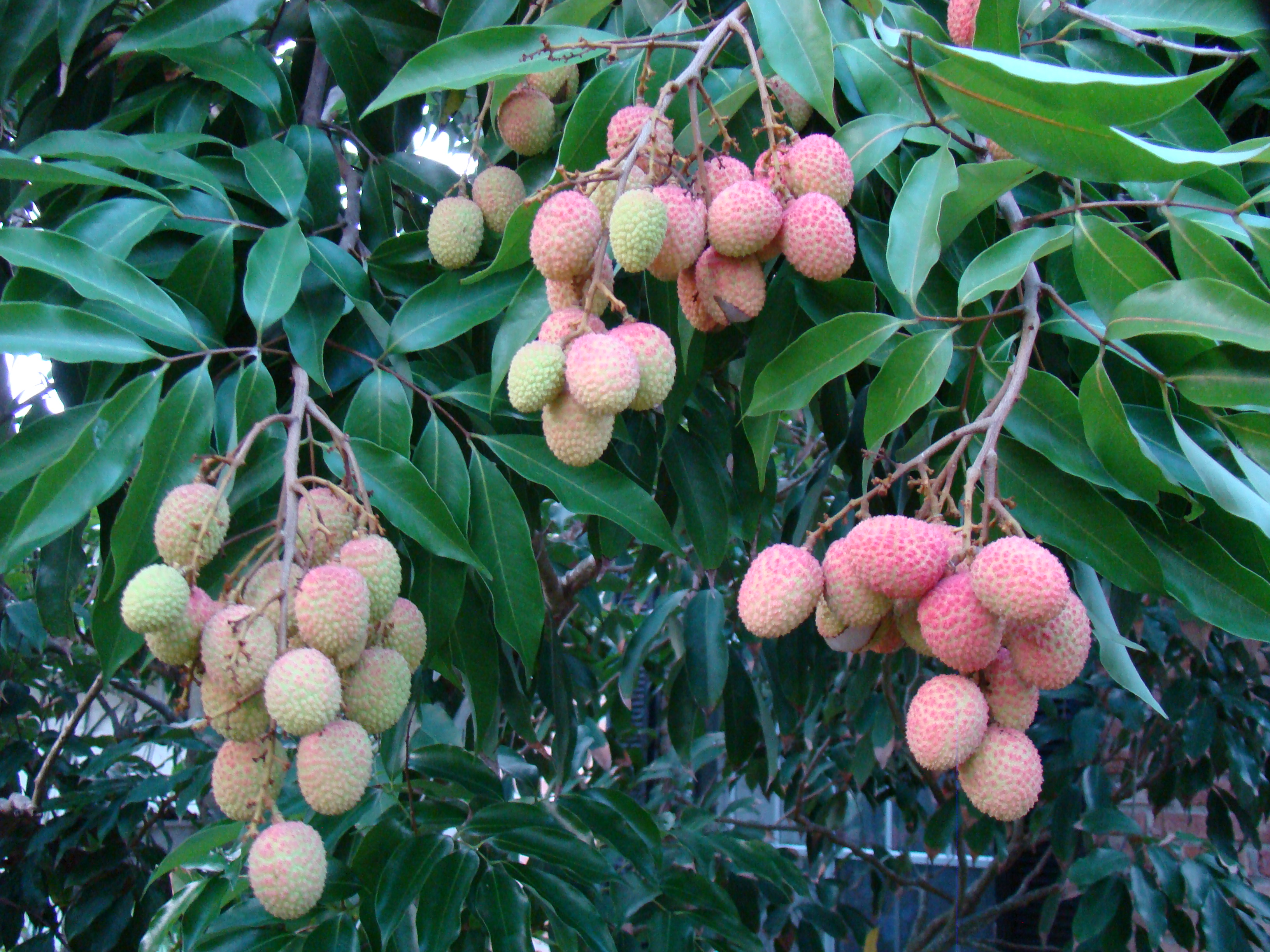